# Accordia Kiadó
Az Accordia Kiadó a kortárs hazai mesterek művei mellett, pályakezdők irodalmi alkotásait is gondozó, megjelentető kiadó.

## Története
A kiadót 1998 februárjában alapították. Dr. Balázs Tibor költő, a Magyar Írószövetség tagja, 1998-tól az Accordia Kiadó irodalmi vezetője, majd 2005 óta igazgatója. A kiadó irodalmi munkatársai, szerkesztői a Magyar Írószövetség felkért tagjai, valamint egyetemi oktatók, tudományos kutatók.

## Profilja
A kiadó szerzői tudományos kutatók, pályakezdő alkotók – életkortól függetlenül. Sok szerző közülük a rendszerváltozásig nem publikált, a kiadó az asztalfióknak írt műveiket: verset, prózai műveket, memoárokat, tényirodalmat, aforisztikus gondolatokat, családtörténeteket, lírai naplókat, ismeretterjesztő munkákat jelentet meg tőlük. Az Accordia Kiadó rendszeresen irodalmi pályázatokat hirdet - életkortól függetlenül - önálló kötettel még nem rendelkező szerzőknek és megjelentet pályakezdő költők alkotásait bemutató antológiákat is.